# Paořechovec
Paořechovec (Cryptocarya) je rod rostlin z čeledi vavřínovité. Jsou to stromy a keře s jednoduchými listy a drobnými, nenápadnými květy. Plodem je pseudopeckovice. Rod zahrnuje asi 200 až 250 druhů a je rozšířen v tropech a subtropech téměř celého světa. Nejvíc druhů roste v tropické Asii. Řada druhů je těžena pro kvalitní dřevo, některé mají význam v domorodé medicíně.

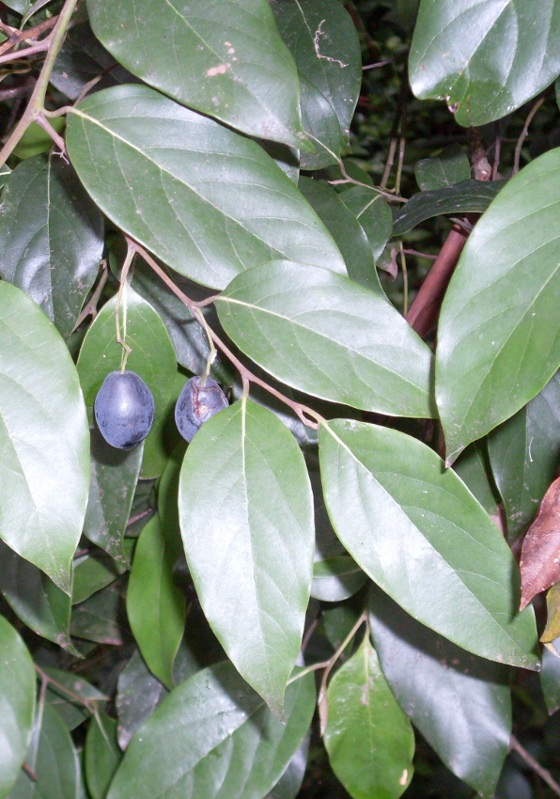
Větévka Cryptocarya rigida s plody

## Popis
Paořechovce jsou stálezelené stromy a keře se střídavými nebo řidčeji téměř vstřícnými, jednoduchými,
řapíkatými listy. Žilnatina je nejčastěji zpeřená, řidčeji od báze trojžilná (triplinervní). Květy jsou drobné, oboupohlavné, zpravidla uspořádané do krátké téměř vrcholové laty, řidčeji v úžlabních hroznech či vrcholících. Okvětí je trojčetné, ve dvou kruzích, laloky jsou v obou kruzích podobné. V květech je kuželovitá nebo vejcovitá češule. Tyčinek je 9, mají krátké nitky a jsou přirostlé v ústí trubky okvětí. Ve vnějším kruhu andrecea jsou 3 staminodia, která mají často střelovitý tvar. Semeník je přisedlý, obklopený češulí (proto zdánlivě spodní). Nese tenkou čnělku zakončenou drobnou, poněkud štítovitou bliznou. Plodem je kulovitá, elipsoidní nebo podlouhlá pseudopeckovice, obklopená dužnatou nebo tvrdou češulí. Plody mohou být až 5 cm velké. Češule neuzavírá plod zcela a na jeho vrcholu bývá proto charakteristický pór.

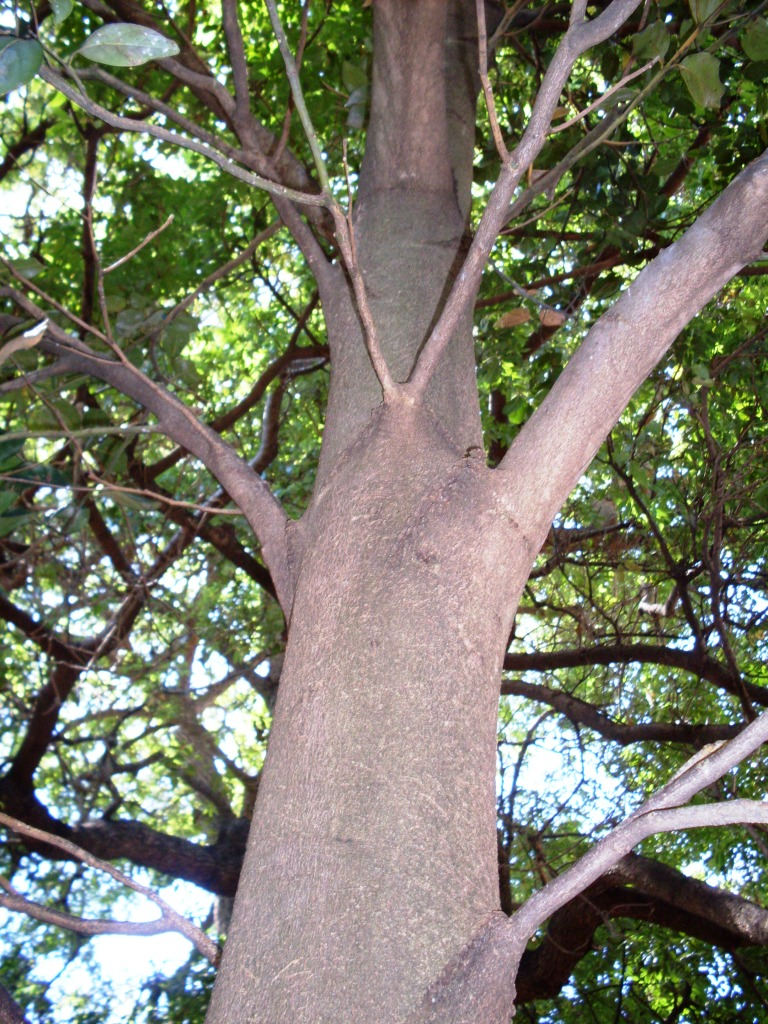
Kmen C. foetida
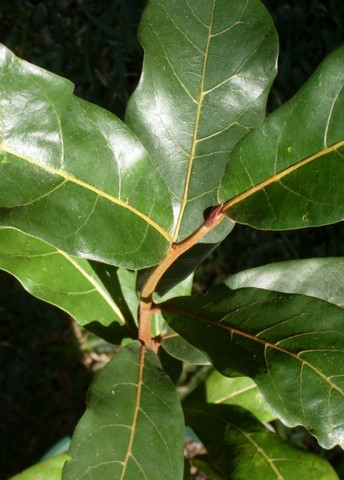
Větévka C. obovata
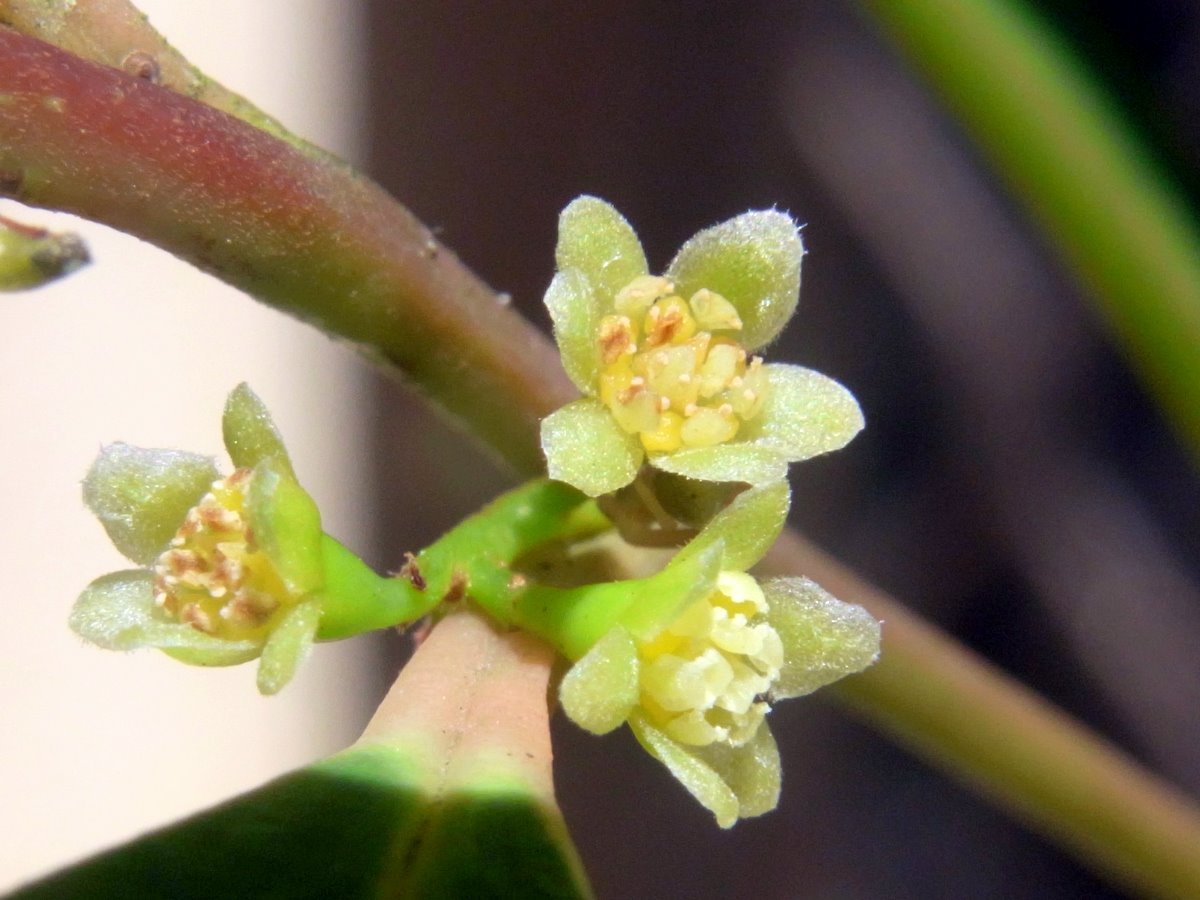
Detail květů C. meissneriana
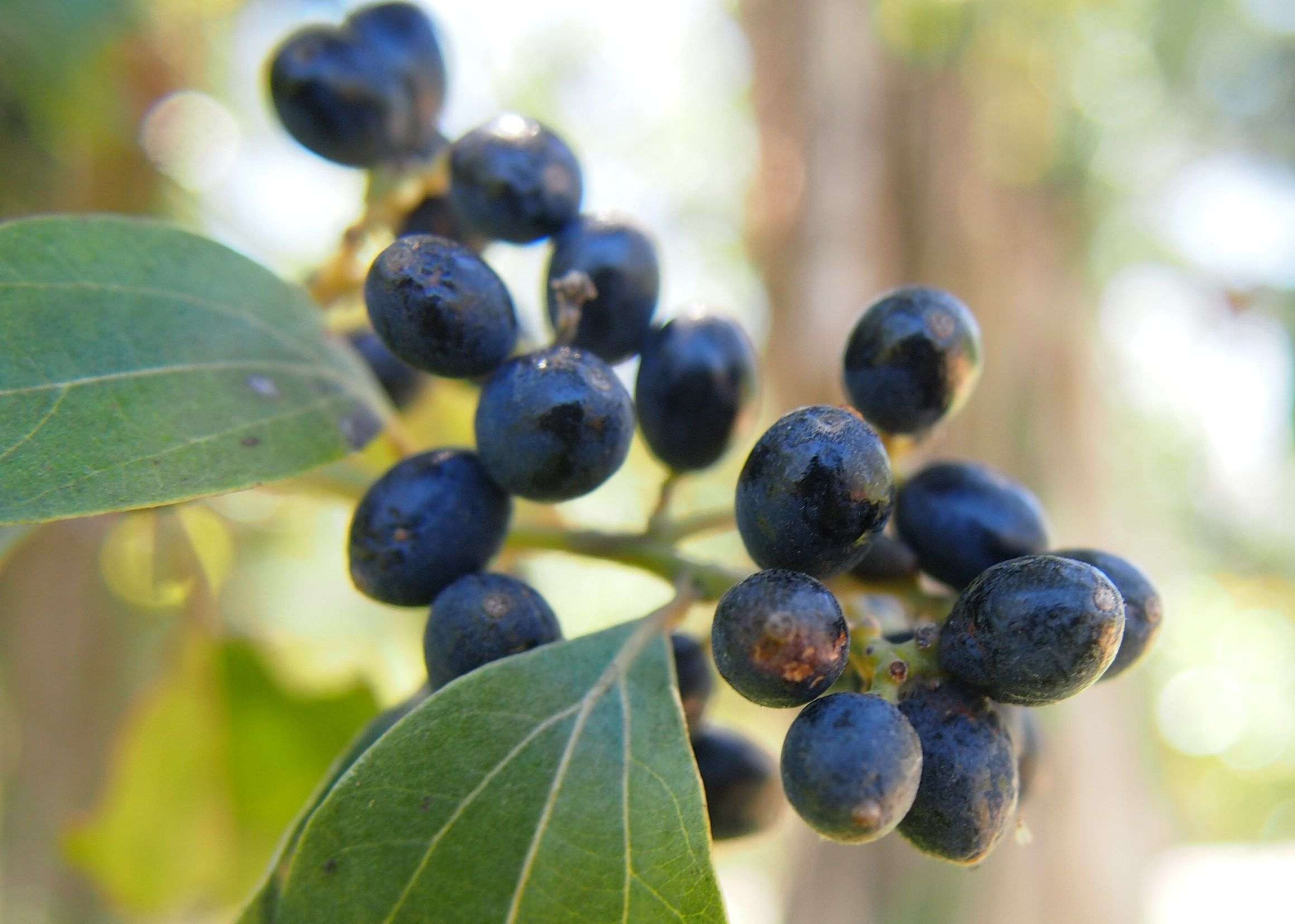
Plody C. triplinervis

## Rozšíření
Rod zahrnuje asi 200 až 250 druhů. Je rozšířen v tropech a subtropech téměř celého světa. Největší počet druhů roste v tropické Asii, zejména v Malajsii. Chybí ve střední Africe. Z Austrálie je udáváno 47 druhů, z toho 38 endemických.
Paořechovce rostou v tropických deštných lesích, monzunových lesích, poříčních lesích i v sušších, sklerofylních lesích.

## Ekologické interakce
Paořechovce jsou živnými rostlinami celé řady motýlů. V Austrálii se na jejich listech živí např. housenky babočkovitého motýla Charaxes latona, soumračníků rodu Chaetocneme, otakárků Graphium macleayanus a Graphium sarpedon a
modráskovitých motýlů Philiris fulgens, Arhopala micale, Candalides helenita a Anthene seltuttus. V tropické Asii hostí mj. otakárky rodu Graphium a Papilio a babočky rodu Charaxes.

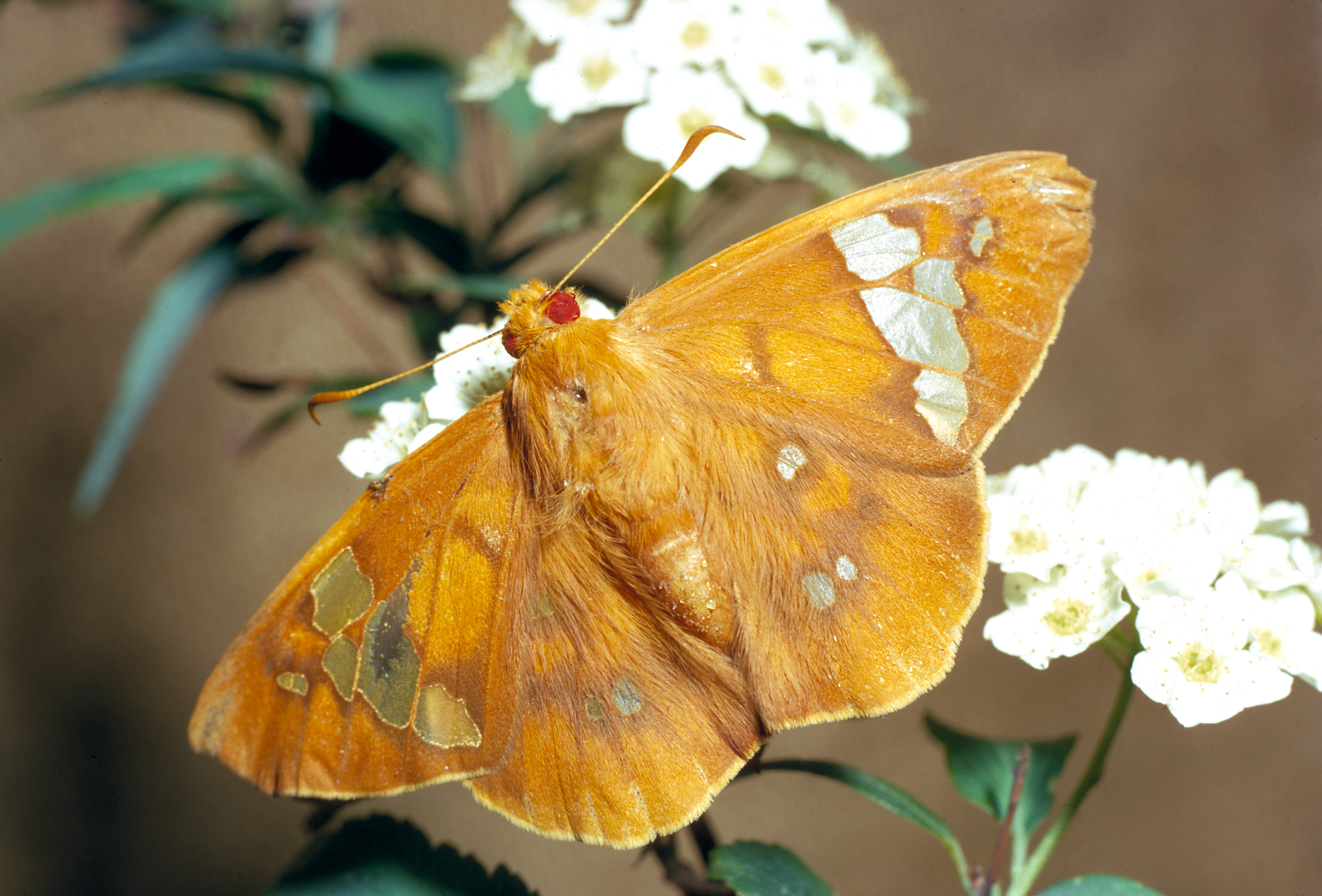
Chaetocneme beata (soumračníkovití)
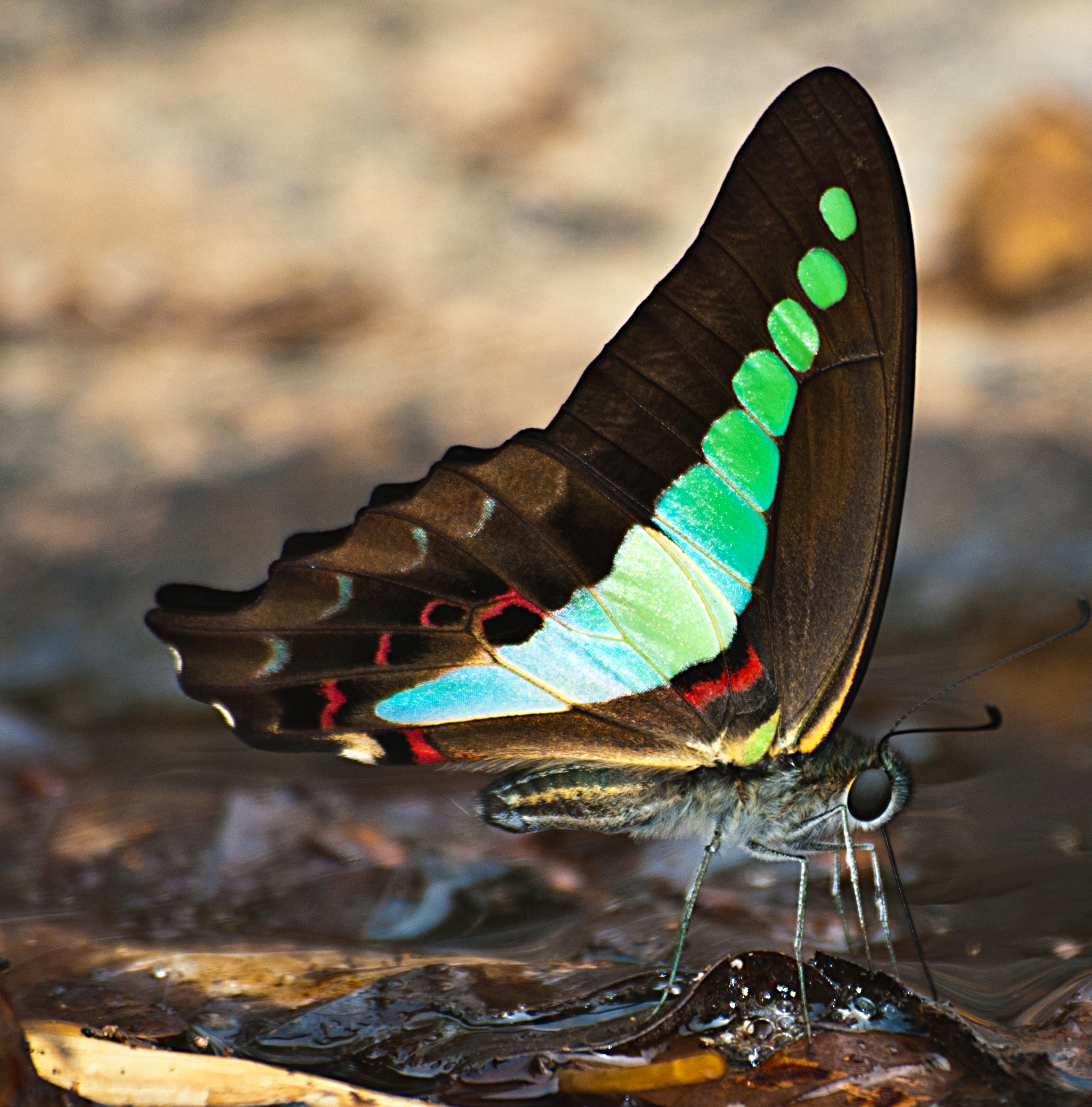
Graphium sarpedon (otakárkovití)
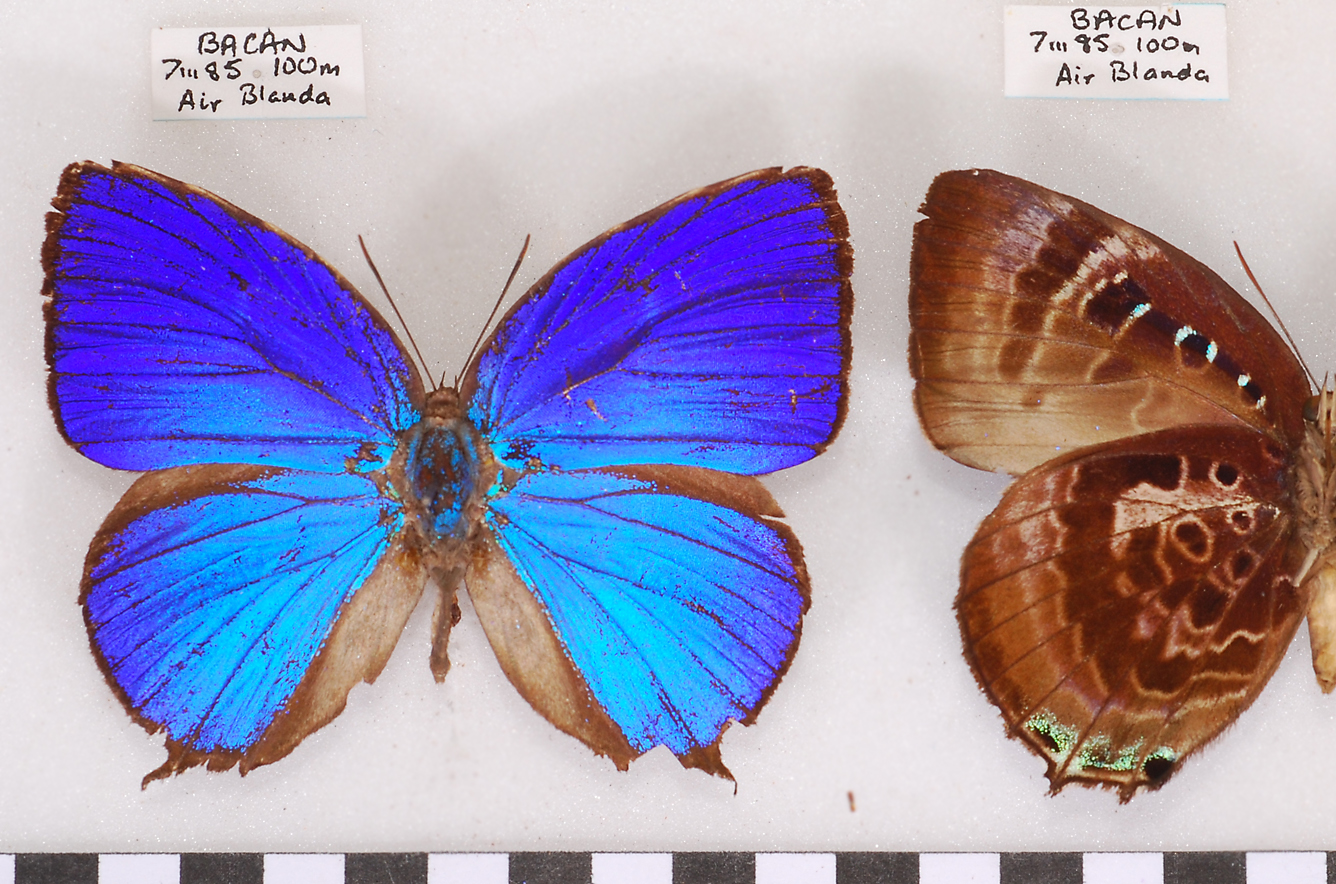
Arhopala micale (modráskovití)

## Význam
Některé druhy jsou vyhledávány pro kvalitní dřevo, které je nejčastěji obchodováno pod názvem rose maple. V Malajsii se zpravidla těží pod obecným názvem medang, označujícím dřevo různých rodů čeledi vavřínovité. C. glaucescens a další druhy jsou v Austrálii těženy nejčastěji pod názvem white laurel, případně jako sassafras či black beech.
Plody Cryptocarya moschata jsou v Brazílii používány jako koření. Řada druhů paořechovců je v různých částech tropů využívána v domorodé medicíně. Borka australského druhu Cryptocarya densiflora působí jako repelent. Šťáva některých druhů, např. Cryptocarya massoy z tropické Asie, má silně dráždivé účinky na kůži.

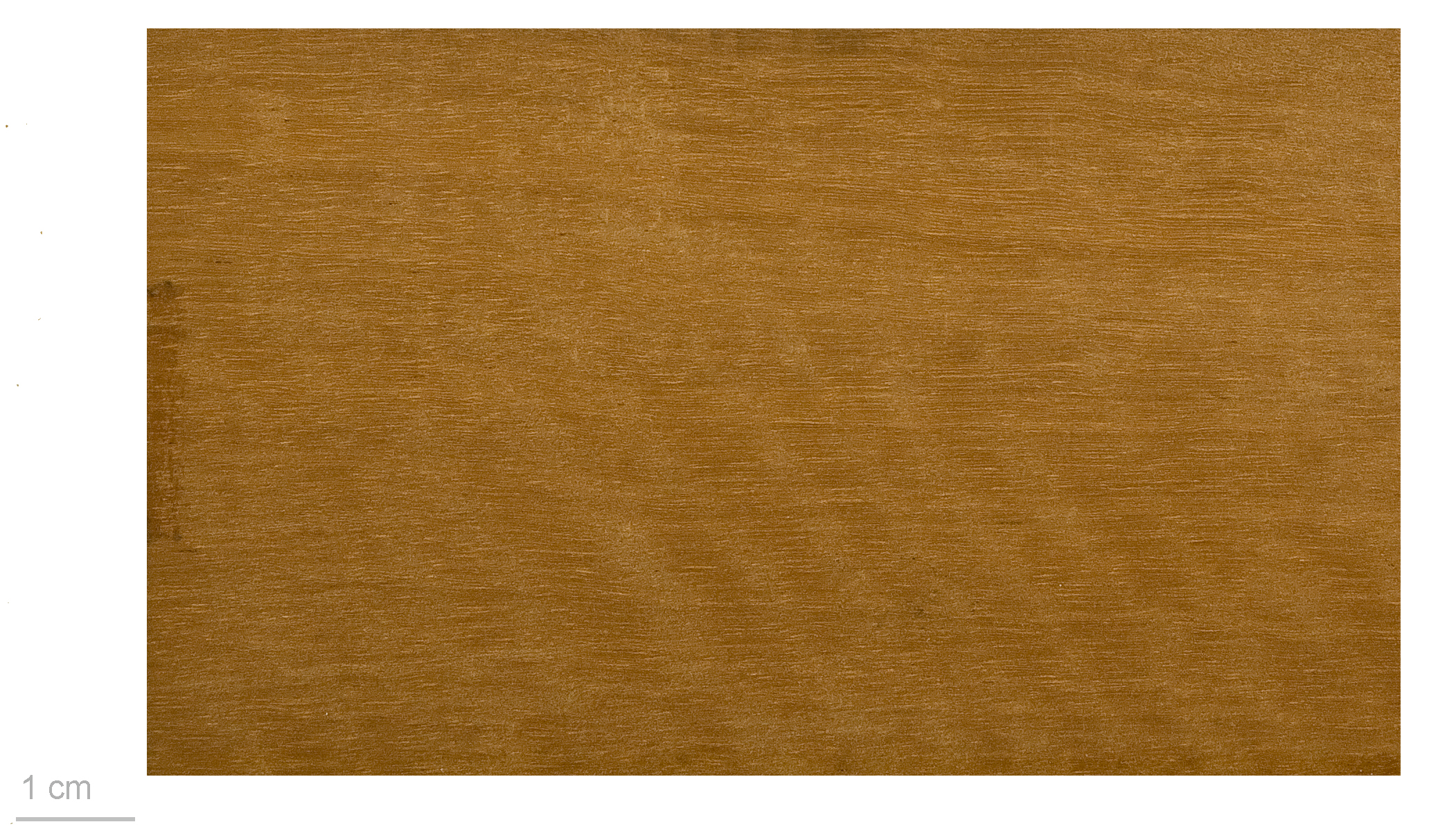
Dřevo C. macrocarpa